# Medaille van Verdienste van de Gouverneur van Groot-Libanon
De Medaille van Verdienste van de Gouverneur van Groot-Libanon werd op 16 januari 1922 in het "Legislatief Decreet No.1080" ingesteld en is daarmee de oudste van de Libanese ridderorden. De Gouverneur van Groot-Libanon was de Franse bestuurder van het mandaatgebied. In 1930 werd de naam gewijzigd in Orde van Verdienste zonder tot de Franse koloniale ridderorden te behoren.
De orde kreeg uiteindelijk vijf graden wat overeenkomt met het internationaal protocol.
- Grootlint sinds 1927
- Eerste Klasse
- Tweede Klasse
- Derde Klasse
- Vierde Klasse